# Erdosiella
Erdosiella is een geslacht van vliesvleugeligen uit de familie Mymaridae. De wetenschappelijke naam van dit geslacht is voor het eerst geldig gepubliceerd in 1956 door Soyka.

## Soorten
Het geslacht Erdosiella omvat de volgende soorten:
- Erdosiella acarensis Soyka, 1956
- Erdosiella decorata (Ogloblin, 1967)
- Erdosiella mira (Annecke & Doutt, 1961)
- Erdosiella venezuelaensis (Yoshimoto, 1990)